# Knygnešiai

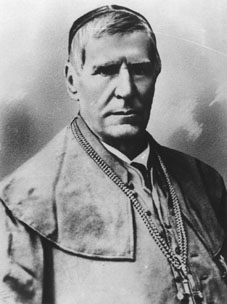
Motiejus Valančius

Gli knygnešiai (singolare knygnešys) erano contrabbandieri di libri attivi in Lituania tra il 1864 e il 1904. La parola significa in lituano trasportatore di libri (lit. knyga, libro, e nešti, trasportare). In generale, la parola si riferisce anche ai contrabbandieri di libri dalla Lituania minore (parte della Prussia orientale) nell'impero russo e in particolare nelle regioni di lingua lituana, dove era stato proibita la stampa in caratteri latini. Gli knygnešiai furono un simbolo della resistenza alla politica di russificazione messa in atto dallo zar.

## Il contesto storico
Tali sforzi risalgono al 1863 quando, dopo l'insurrezione polacco-lituana, il governo imperiale intensificò i tentativi di rimuovere la Lituania dall'influenza cattolica. Per questo nell'estate dello stesso anno vennero promulgate le Regole Temporanee per l'Educazione Infantile nel Kraj di Nord-Ovest (comprendente la Lituania e parte dell'odierna Bielorussia); secondo questa legge, la sola istruzione permessa nel krai era quella in lingua russa. Nel 1864 il governatore di Vilna Michail Murav'ëv ordinò che le grammatiche lituane fossero stampate esclusivamente in cirillico e il suo successore nell'anno seguente bandì interamente la stampa di opere lituane in alfabeto latino.
Lo zar, nel 1866, bandì completamente la stampa e l'importazione di opere in lituano. Per quanto emanato oralmente e quindi privo di valore legale, questo ordine venne rispettato fino al 1904. Durante questo periodo, solo 55 libri vennero stampati in Lituania, tutti utilizzando l'alfabeto cirillico. La maggior parte dei libri (fino a trenta-quarantamila ogni anno, un terzo dei quali venivano sequestrati dalle autorità) venivano invece stampati in alfabeto latino in Lituania minore, e poi importati dai knygnešiai; le pene per i contrabbandieri andavano dalle multe, all'esilio in Siberia, alla fucilazione.
Il bando si rivelò del tutto inefficace e fu eliminato nel 1904 con il pretesto di riconciliare la popolazione dell'impero in vista della guerra contro il Giappone. L'anno seguente, lo knygnešys Juozas Masiulis aprì un negozio di libri a Panevėžys, ancora attivo oggigiorno; in Lituania un'intera catena di librerie porta il nome di Masiulis.
I maggiori organizzatori del contrabbando di libri furono il vescovo di Samogizia Motiejus Valančius, e lo knygnešys Jurgis Bielinis. Valančius fu il primo a intraprendere l'attività di stampa di libri in Prussia nel 1866 e la data di nascita di Bielinis (il 16 marzo) è tuttora ricordata come il "giorno degli Knygnešiai" in Lituania. Questo episodio venne tenuto nascosto durante gli anni dell'Unione Sovietica. Dopo la sua dissoluzione, tuttavia, gli knygnešiai iniziarono a essere commemorati nei musei, nella toponomastica e nei monumenti: a Kaunas, per esempio, si trova una statua all'ignoto knygnešys.

## Filmografia
Ai knygnešiai, a Motiejus Valančius e a Jurgis Bielinis è dedicato il cortometraggio del 2011 Knygnešys, di Jonas Trukanas.